# Ali et Nino (sculpture)
Ali et Nino
Ali et Nino est une sculpture réalisée par l'artiste géorgienne Tamara Kvesitadze. Elle est située dans la ville de Batoumi, en Géorgie, et s'élève sur la rive de la baie de Batoumi, sur la mer Noire.
Elle est composée de deux personnages de huit mètres de haut se déplacent lentement en cercle, se rapprochant, se fusionnant en un seul ensemble, puis s'éloignant. Le cycle complet dure dix minutes. Le monument est illuminé la nuit tombée. Après l'installation de la sculpture, le nom original Homme et Femme a été changé en Ali et Nino.

## Inspiration
Tamara Kvesitadze s'est inspirée du roman Ali et Nino (1937) relatant l'histoire d'amour entre la fille géorgienne Nino et le garçon azerbaïdjanais Ali, qui appartiennent à différentes nationalités et religions, ce que leurs familles ne pouvaient pas accepter.
Tout au long de leur vie, les amoureux, fusionnés en un seul tout, tentent de surmonter les obstacles pour être ensemble et parviennent à se marier. Mais Ali meurt, laissant Nino avec leur petite fille dans ses bras.

## Structure
Tamara Kvesitadze a œuvré sur le travail architectural pendant environ deux ans et, en 2007, la sculpture en métal, complètement terminée, est présentée au public en Italie à la Biennale de Venise, puis à Londres.